# Egnatiinae
Sous-famille
Les Egnatiinae sont une sous-famille d'orthoptères caelifères de la famille des Acrididae.

## Liste des genres
Selon Orthoptera Species File (1er avril 2010) :
- Bienkonia Dirsh, 1970
- Charora Saussure, 1888
- Egnatiella Bolívar, 1914
- Egnatioides Vosseler, 1902
- Egnatius Stål, 1876
- Ferganacris Sergeev & Bugrov, 1988
- Leptoscirtus Saussure, 1888
- Paracharora Fishelson, 1993
- Paregnatius Uvarov, 1933